# GENDEX
GENDEX (engl. GENealogical inDEX) ist die Spezifikation eines Datenformates, mit dem Referenzen auf genealogische Internetseiten übergeben werden. Ein Suchserver (z. B. FamilyTreeSeeker) kann diese Daten erfassen und so zentral Millionen Stammbaum-Seiten im Internet finden.

## GENDEX-Format
Jede Zeile dieser ASCII-Datei steht für den GENDEX-Datensatz einer Person.
Jeder Datensatz besteht aus folgenden Feldern, die mit senkrechten Strichen '|' beendet werden.
```
Referenz|Nachname|Vorname /Nachname/|Geburts-Datum|Geburts-Ort|Sterbe-Datum|Sterbe-Ort|
```

- 1. Feld: Die Referenz beschreibt den variablen Anteil der URL auf die entsprechende Personenseite der Homepage
- 2. Feld: Nachname
- 3. Feld: Voller Name im gleichen Format wie im GEDCOM-Namens-Feld
- 4. Feld: Geburts- oder Taufdatum
- 5. Feld: Geburts- oder Taufort
- 6. Feld: Sterbe- oder Beerdigungsdatum
- 7. Feld: Sterbe- oder Beerdigungsort

### Beispiel
```
;; Hier steht ein Kommentar
index.htm#I0001|Mustermann|Erwin /Mustermann/|30 JUN 1899|Berlin|20 SEP 1905|Hamburg|
index.htm#I0002|Schmidt|Eva /Schmidt/||Berlin||||
```

Wenn diese GENDEX-Datei unter
http://example.org/Ahnen/gendex.txt
steht, dann verweisen die Einträge auf diese Personenseiten:
http://example.org/Ahnen/index.htm#I0001
http://example.org/Ahnen/index.htm#I0002